# Robert Baldwin
Robert Baldwin, född 12 maj 1804 och död 9 december 1858, var en kanadensisk politiker.
Baldwin verkade ivrigt för underhusparlamentarismens genomförande i Kanada och innehade vid flera tillfällen politiskt betydelsefulla ställningar. Han var 1842-43 och 1848-51 tillsammans med Louis-Hippolyte Lafontaine ledare för Kanadas första liberala regeringar men avgick till följd av brytningar inom det liberala partiet, vars radikala och ytterligt gående element han bekämpade.